# جون ويليام فين
جون ويليام فين (بالإنجليزية: John William Finn)‏ هو ضابط أمريكي، ولد في 23 يوليو 1909 في لوس أنجلوس في الولايات المتحدة، وتوفي في 27 مايو 2010 في تشولا فيستا في الولايات المتحدة.